# Война
Вижте пояснителната страница за други значения на Война.
Войната представлява организиран насилствен конфликт между политически образувания – държави, правителства, общности или военизирани групи – който се характеризира с изключителна агресия, сътресения в обществото и приспособяването към него, както и с висока смъртност. Съществуват известни спорове относно другите характеристики, но в общи линии има съгласие, че войната включва най-малко две организирани групи, и е предумишлена, поне от страната на едната група, и поне една от групите използва насилие срещу другата. Целите на войната се различават в съответствие с ролите на групите в конфликта: целите на офанзивната война обикновено се заключават в подчиняване, асимилация или унищожение на друга група, докато целите на дефанзивната война са просто отблъскване на офанзивната сила, а често и просто оцеляване. От гледна точка на отношенията помежду им, участниците във войната се наричат врагове. Всеки един от термините военни, войнствен и милитаризъм се отнася за фундаменталните аспекти на войната, т.е. организираната група, войнствения индивид и поддържащият етос (съответно).
Антоним на войната е мирът, който обикновено се определя като отсъствие на война.
Основната причина за възникване на войни е разпределянето на ограничения брой природни ресурси (земя, първични суровини и енергийни източници). Обикновено официално разгласяваната причина от страна на победителите е непримирими противоречия от висш морален характер между страните. По формулировката на Карл фон Клаузевиц, „войната е продължение на политиката с други средства“.
За достигането на политически цели във войната се използват въоръжените сили като главно решаващо средство, а също така икономически, дипломатически, идеологически и други средства на борба.
Международното право квалифицира агресията като международно престъпление.

## История на войната
Преди зората на цивилизацията, война вероятно се състояла от малки набези. Половината от хората, открити в нубийското гробище, датирано от преди 12 000 години, са починали от насилствена смърт. От възхода на държавите преди 5000 години, военни действия са възниквали по по-голямата част от земното кълбо. Навлизането на барута и ускоряването на технологичното развитие довеждат до съвременните войни. Според У. Хендерсън Конуей, „Един от източниците твърди, че 14 500 войни са се състояли между 3500 г. пр. Хр и края на 20 век, струващи 3,5 милиарда живота, оставяйки само 300 години мир (Beer 1981: 20).“
Във „Войната преди цивилизацията“, Лорънс Кийли, професор в Университета на Илинойс, твърди, че около 90 – 95% от познатите в историята общества, са се сражавали през определени периоди във войни, а много от тях са воювали непрекъснато. Например, между 1801 и 1840 г., маорите, са се сражавали в 633 междуплеменни битки (за които има данни).
Според Уилям Рубинщайн, „Безписмените общества, дори и тези, организирани по относително напреднал начин, са били известни с преднамерената си жестокост.... през 1826 Шака с армия от 50 000 души, буквално унищожава племето Ндвандве. Този доклад посочва, че Ндвандве наброява най-малко 40 000: „всички са били избити“. Исторически, повече от една трета от мъжете от племето Яномамо са умрели във война. Американския антрополог Чагнън твърди, че мъжете участвали в убийства са имали повече жени и деца, в сравнение с тези, които не са вземали участие.
В Западна Европа от края на 18 век, повече от 150 конфликти и битки около 600 са били осъществени.
Според „Human Security Report 2005“ има значителен спад на броя и сериозността на военните конфликти след края на Студената война в началото на 1990 година. Все пак, доказателствата разгледани в изследването „Peace and Conflict“ от 2008 година, извършено от „Центъра за международно развитие и управление на конфликти“ показва, че общият спад на конфликтите е в застой.
Развитието на технологиите за водене на война в последните години и съответно нарасналата разрушителност (виж Ядрен паритет), доведоха до широка обществена загриженост, и по всяка вероятност са предугадили избухването на нова, с което може да се предотврати избухването на ядрена трета световна война. В края на всяка от последните две световни войни бяха направени всеобщи и съгласувани усилия, за да се дойде до по-добро разбиране на динамиката на войната и по този начин се надяваме да се ограничи и дори да се елиминира нуждата от такава. Тези усилия се материализират във форуми на Обществото на народите и на неговия наследник, Организацията на обединените нации.
Малко след Втората световна война, като знак на подкрепа за тази концепция, повечето държави се присъединиха към Организацията на обединените нации. По време на този следвоенен период, с цел по-нататъшно делегитимизиране на войната като приемливо и логично продължение на външната политика, повечето държавни правителства преименуваха министерствата на войната като министерства на отбраната, например бившето американското министерство на войната е преименувано на министерство на отбраната.
През 1947 г., с оглед на бързо нарастващите и все по-разрушителни последици от съвременната война, и с особена загриженост за последиците и разходите за новоразработената атомна бомба, първоначалният автор на концепцията на тази бомба, Алберт Айнщайн много ясно заявява, „Не знам с какви оръжия ще се води Третата световна война, но Четвъртата световна война ще се води с пръчки и камъни.“ за щастие, очакваните разходи за евентуална Трета световна война, не се считат за приемливи от повечето страни, благодарение на което няма особена мотивация за подобна война на международно ниво.
Все още след края на Втората световна война, неядрените конфликти продължават и доста изненадващо някои по-прями знаменитости и политици пропагандират за обявяване на нова световна война. Мао Дзъдун призова социалистическия лагер, за да не се страхува от ядрена война със САЩ, тъй като дори и ако половината човечество умре, другата половина ще остане, а империализма ще е сринат до основи и целия свят ще стане социалистически.

## Причини за възникването на войните и класификации
Основната причина за възникването на войните е стремежът на политическите сили да използват въоръжената борба за постигане на различни външно- и вътрешнополитически цели.
- По своя мащаб, войните се делят на световни и локални (конфликти).
- Важно значение има също делението на войните на външни и вътрешни.

Според други критерии, войните могат да бъдат също така:
- Въздушна война
- Морска война
- Ядрена война
- Колониална война
- Малка война
- Информационна война
- Студена война
- Мрежовоцентрична война и мн. др.

### Поведенчески теории
Някои психолози, например Е. Дърбан и Джон Боулби, считат, че на човек по природа е свойствена агресията. Тя поражда сублимация и проекция, когато човек превръща своето недоволство в предубеждения и ненавист към други раси, религии, нации или идеологии. Съгласно тези теории, държавата създава и съхранява определена цел в местното общество и в същото време създава база за агресия под формата на война. Ако войната е неотменна част от човешката природа, както предполагат много психологически теории, то човечеството никога няма да успее да се отърве напълно от нея.
Зигмунд Фройд счита агресивността за един от основните инстинкти, определяща психологическа „пружина“, насоченост и смисъл на човешкото съществуване. Въз основа на тази позиция, той даже отказва да участва в движения на борци за мир, тъй като счита войните за неизбежно следствие на периодически „избухвания“ на човешката агресивност.
Въпреки че тези теории могат да обяснят съществуването на войните, те не изясняват причините за възникването им; в същото време те не обясняват и наличието на някои култури, които не познават войната. Ако вътрешната психология на човешкия разум е неизменна, то подобни култури не би трябвало да съществуват. Някои милитаристи – такива, като Франц Александър, твърдят, че състоянието на мир е илюзия. Периоди, които е прието да се наричат „мирни“, всъщност са периоди на подготовка за бъдещи войни или ситуации, когато войнствените инстинкти се потиснати от по-силни държави, например Pax Britannica.
Тези теории предполагат, че това, което се случва, се основава на волята на мнозинството от населението. Но те не отчитат факта, че само малък брой войни в историята са действителен резултат от волеизявлениято на народа. По-често народът насилствено е въвлечен във война от своите управители. Една от теориите, която се фокусира върху политическите и военни лидери, е разработена от Морис Уолш. Той счита, че по-голямата част от населението е неутрално по отношение на войната, и че тя се случва само тогава, когато на власт са дошли лидери с психологическо ненормално отношение към човешкия живот. Войните започват при лидери, които преднамерено се стремят да воюват – такива, като Наполеон, Хитлер, Путин и Александър Македонски. Подобни водачи застават начело на държавата по време на криза, когато населението има нужда от вожд с твърда воля, който, като им се струва, е способен да реши проблемите им.
¤

### Еволюционна психология
Привържениците на еволюционната психология са склонни да твърдят, че човешките войни са аналог на поведението на животните, които се борят за територия или конкурират за храна или размножаване. Животните са агресивни по природа, а в човешката среда подобна агресивност се превръща във война. С развитието на технологиите, човешката агресивност достига такъв предел, че започва да заплашва целия вид с унищожение. Един от първите адепти на тази теория е Конрад Лоренц.
Подобни теории са разкритикувани от учени като Джон Г. Кенеди, които считат, че организираните, продължителни войни на хората съществено се отличават от борбата за територия при животните – и не само поради технологиите. Ашли Монтегю смята, че социалните факторы и възпитанието са важни причини, определящи природата и хода на човешките войни. Войната е човешко изобретение, имащо своите исторически и социални корени.

### Социологически теории
Социолозите дълго време изучават причините за възникването на войните. Понастоящем съществуват множество теории, много от които противоречат една на друга. Привържениците на една от школите – Primat der Innenpolitik (Приоритет на вътрешната политика), вземат за основа работите на Екарт Кер и Ханс-Улрих Велер, които считат, че войната е продукт от местните условия, и само направлението на агресията се определя от външни фактори. Така например, Първата световна война е резултат не на международните конфликти, тайните съглашения или нарушаването на баланса на силите, а резултат от икономическата, социалната и политическата ситуация във всяка страна, въвлечена в конфликта.
Тази теория се отличава от традиционния подход на школата Primat der Außenpolitik (Приоритет на външната политика) на Карл фон Клаузевиц и Леополд фон Ранке, които считат, че войната и мира са следствия от решенията на държавните дейци и геополитическата ситуация.

### Демографски теории
Демографските теории могат да се разделят на две групи: малтузиански теории и теории за преобладаването на младежите.

#### Малтузиански теории
Съгласно малтузианските теории, причините за войните се крият в ръста на населението и недостатъка на ресурсите.
Например, папа Урбан II през 1095 г., в навечерието на Първия кръстоносен поход, пише: Земята, която наследихте, от всички страни е заобиколена от морета и планини, и тя е крайно малко за вас; тя едва дава препитание на хората. Ето защо вие се убивате и мъчите друг другиму, водите войни, ето защо толкова много от вас гинат в граждански раздори. Отмийте своята ненавист, нека враждите приключат. Присъединете се на пътя към гроба Господен; отвоювайте тази земя от нечестивата раса и я вземете за себе си..
Това е едно от първите описания на това, което впоследствие е наречено Малтузианска теория за войните. Томас Малтус (1766 – 1834) пише, че населението винаги се увеличава, докато това не се ограничи от война, болести или глад.
Поддръжниците на малтузианските теории считат, че относителното намаляване на броя на военните конфликти през последните 50 години, особено в развиващите се страни, е следствие на това, че новите технологии в селското стопанство способстват изхранването на доста по-голям брой хора; в същото време достъпът до контрацептивни средства води до съществено намаляване на раждаемостта.

#### Теории за преобладаването на младежта
Теория за преобладаването на младежта съществено се отличава от малтузианските теории. Нейните привърженици считат, че съчетанието на голям брой млади мъже и недостатъчното наличие на постоянна мирна работа води до голям риск от войни.
В същото време, в което малтузианските теории се фокусират на противоречието между растящото население и наличността на природни ресурси, теорията за преобладаването на младежите се фокусират на несъответствието между количеството бедни, ненаследяващи имущества млади мъже и достъпът им до работни позиции в съществуващата социална система на разделение на труда.
Голям принос в развитието на тази теория имат френския социолог Гастон Бутуа, американския социолог Джак Голдстоун, американския политолог Гари Фулър, и немския социолог Гунар Хайнсон. Самюъл Хънтингтън разработва своята теория за сблъсъка на цивилизациите, използвайки голяма част от теорията за преобладаването на младежите.

Аз не мисля, че ислямът е по-агресивна религия, отколкото която и да е друга, но подозирам, че за цялата история от ръцете на християни са загинали повече хора, отколкото от ръцете на мюсюлмани. Ключов фактор тук е демографията. Като цяло, хората, които убиват други хора, – това са мъже на възраст от 16 до 30 години.
В течение на 1960-те, 1970-те и 1980-те години, в мюсюлманския свят се наблюдава висока раждаемост и това води до огромен превес на младежта. Но той неминуемо ще изчезне. Раждаемостта в ислямските страни спада; в някои страни – стремително. Първоначално ислямът се е разпространявал с огън и меч, но аз не смятам, че в мюсюлманската теология е заложено унаследяването на агресивността.

Теорията за преобладаването на младежта е създадена неотдавна, но вече придобива голямо влияние върху външната политика и военната стратегия на САЩ. Генерал Джон Хелгърсон се позовава на тази теория в доклада си за 2002 г. The National Security Implications of Global Demographic Change.
Съгласно Хайнсон, който първи предлага теорията в най-обща форма, превесът на младите се случва, когато от 30 до 40 процента от мъжкото население на една страна е във „взривоопасната“ възрастова група – от 15 до 29 години. Обичайно това явление предшества взрив на раждаемостта, при който една жена има по 4 – 8 деца.

### Рационални теории
Рационалните теории предполагат, че и двете страни в конфликта действат разумно и изхождат от желанието да получат най-голяма изгода при най-малки загуби. Изхождайки от това, ако и двете страни предварително знаят как ще завърши войната, то би било по-добре за тях да приемат резултата от войната без сражения и без напразни жертви.
Рационалната теория набляга на три причини, поради които някои страни не успяват да се договорят и вместо това започват война: проблема на неделимостта, асиметричността на информацията с намерение въвеждане в заблуда и невъзможността да се вярва на обещанията на противника.
Проблемът за неделимостта възниква, когато две страни не могат да постигнат взаимно съгласие с помощта на преговори, поради това, че предметът, към който се стремят, е неделим и може да принадлежи само на една от тях. Като пример може да се посочи войната за храмовия хълм в Йерусалим.
Проблемът с асиметричността на информацията възниква, когато двете държави не могат по-рано да пресметнат вероятността за победа и да постигнат приятелско споразумение, защото всяка от тях има военни тайни. Те не могат да „свалят картите“, защото не вярват една на друга. В допълнение, всяка страна се опитва да преувеличи собствената си сила, за да добие допълнително преимущество. Например, Швеция се опитва да заблуди нацистите за своите военни способности, разигравайки картата на „арийското превъзходство“, и показва пред Херман Гьоринг елитни части, преоблечени като обикновени войници. Друг пример е американската намеса във Виетнам – американците вземат решение да влязат във войната във Виетнам, прекрасно осъзнавайки, че комунистите ще окажат съпротива, но подценяват способността на партизаните да противостоят на редовната армия на САЩ.
И накрая, преговорите за предотвратяване на война могат да завършат с провал поради неспособността на държавите да съблюдават правилата. Две страни могат да избегнат война, ако и двете се придържат към първоначалните договорености. Но при споразумението едната страна получава такива привилегии, че става по-силна и започва да изисква все повече и повече. В резултат на това, по-слабата страна няма друг изход, освен да се защитава със сила.
Рационалният подход е критикуван по много позиции. Предположението за взаимните сметки за изгоди и загуби изглежда съмнително – например, в случаите на геноцид по време на Втората световна война, когато по-слабата страна няма никаква алтернатива. Рационалистите считат, че държавата действа като едно цяло, обединено от една обща воля, а лидерите ѝ действат разумно и са в състояние обективно да оценят вероятността от успех или поражение (което противоречи например на идеите на поведенческите теории).

## Исторически типове войни

### Войни в древността
- Завоевателски походи на древните държави с цел поробване на племена, намиращи се на по-нисък стадий на обществено развитие, плащане на данък и взимането на роби (например Галска война, Маркоманска война и др.);
- Междудържавни войни с цел завладяването на територия и ограбване на завоюваните страни (Пунически войни, Гръко-персийски войни и др.);
- войни между различни групировки на аристокрацията (като войните на диадохите за разделянето на империята на Александър Македонски – 321 – 276 пр.н.е.);
- въстания на роби (например въстанието на робите в Древен Рим под ръководството на Спартак);
- въстания на селяни и занаятчии (въстанието на червените вежди в Китай).

### Войни презСредновековието
- Религиозни войни – Кръстоносните походи, джихад;
- Династични войни (например Войната на розите в Англия);
- Селски войни и въстания против властта (като Жакерията във Франция, Селската война в Германия).

### Войни от Новото време
- Колониални войни за създаване на колонии в отдалечени изостанали страни (например Опиумните войни);
- Войни на държави и коалиции от държави за хегемония (като Северна война, Американо-мексиканска война, Корейска война, Етиопско-еритрейска война), войни за световно господство (Седемгодишна война, Наполеонови войни, Първа и Втора световна война);
- Граждански войни, съпровождащи развитието на социалистически и буржоазно-демократични революции. Често гражданските войни се сливат с войни против външна интервенция (Гражданска война в Китай);
- Националноосвободителни войни на зависими народи и колонии против колонизатори, за установяване на държавна независимост или за запазването ѝ, или против опитите за възстановяване на колониален режим (например Алжирска война; колониални войни на Португалия и др.).

### Постиндустриални войни
Счита се, че постиндустриалните войни са преди всичко дипломатически и шпионски противопоставяния.
- Градски партизани
- Хуманитарна война (например войната в Косово)
- Контратерористични операции
- Етнически конфликт (например Босненска война, Карабахска война)

### Поколения войни по Линд
През 1989 г. американският експерт Уилям Линд, при анализа на еволюцията на задачите за американската морска пехота, въвежда разделяне на войните на четири поколения.
Линд описва войните от първо поколение като водени в линеен строй, с използването на гладкостволно огнестрелно оръжие; от второ поколение – позиционни войни с артилерийски обстрел, картечници, окопи и други полеви фортификации; в третото поколение Линд отнася блицкригът: армията се стреми да обкръжи противника и да го отреже от комуникациите му, главните видове въоръжение са танкавете и авиацията; войните от четвъртото поколение се водят от неголеми групи екипирани по последната дума на техниката войници, във вид на серии отделни операции.
В литературата се срещат описания на войни от пето и шесто поколение, но съдържанието на термините се различава при различните автори.

## Продължителност на войните
За най-кратката война в историята на човечеството е считана тази между Англия и Занзибар през 1896 г., получила името Първа Чимуренга. Продължителността ѝ е 38 минути.
Най-продължителната война е Стогодишната война, която всъщност се състои от четири последователни конфликта, които се обединяват в една война. Основните противници са Англия и Франция. Военните действия продължават от 1337 г. до 1453 г., тоест 116 години.